# Juan Van Halen
Pour les articles homonymes, voir Van Halen (homonymie).
Don Juan Van Halen y Sarti, comte de Peracampos, né le 16 février 1788 à Isla de León, Cadix et mort le 8 novembre 1864 à El Puerto de Santa María, Cadix à l'âge de 76 ans, est un militaire espagnol libéral.
Il fut général en Espagne, colonel russe dans le Caucase, lieutenant général en Belgique et mercenaire actif dans plusieurs conflits.

## Biographie
Juan Van Halen a des origines espagnoles et italiennes et une ascendance dans les Pays-Bas belgiques. Son frère cadet, Antonio Van Halen, est aussi un militaire.
Il a été formé à l'École des Nobles et à l'École des Pages de Sa Majesté, y coïncidant en 1800 avec les hauts officiers libéraux et 'afrancesados' François et Mariano de Unzaga Saint Maxent, avec Joseph Marie Torrijos ou avec le comte de Montijo .
Entre 1817 et 1818, il végète dans les cachots de l'inquisition d'Espagne et finit par s'évader. Il publie en 1836 le récit de sa captivité.
En 1822-1825, il est chef d'état-major d'une des divisions de l'armée de Francisco Espoz y Mina, qui combattait les Français partisans de l'absolutisme (voir Expédition d'Espagne).  
Libéral et franc-maçon, il vint participer et soutenir la révolution libérale de 1830 en Belgique, en prenant part à divers combats de libération. Il figure depuis lors parmi les héros nationaux de ce pays.
Toutefois, dès 1831, il quitta la Belgique pour aller faire le coup de feu en Catalogne contre les troupes carlistes. 
En apportant son expérience et son savoir-faire militaire aux troupes révolutionnaires de Belgique les rendit capables de remporter la victoire, mais, en véritable feu follet, il disparut rapidement du théâtre belge sans laisser de trace.
Il a écrit et publié chez le Bailly, libraire de Paris 24 Rue Dauphine en 1834 Histoire sur l'inquisition d'Espagne.Contenant le récit de sa captivité dans les cachots de l'Inquisition D'Espagne en 1817 et 1818, de son évasion, etc. Accompagné de pièces justificatives  et ornée du portrait de l'auteur, de fac similés de signatures des inquisiteurs et de plusieurs gravures représentant les supplices de l'inquisition .

## Ses écrits
- Charles Rogier et Juan Van Halen, Mémoires de Don Juan Van Halen, chef d'état major d'une des divisions de l'armée de Mina, en 1822 et 1823, écrits sous les yeux de l'auteur par Charles Rogier[4], Liège, s.d.
- Les quatre journées de Bruxelles[5], Bruxelles, 1831.
- Histoire sur l'inquisition d'Espagne : accompagnée de pièces justificatives : Ornée d'un portrait, des fac-simile et de plusieurs gravures, Paris : Le Bailly, 1834, 335 pp.